# Ventura Highway

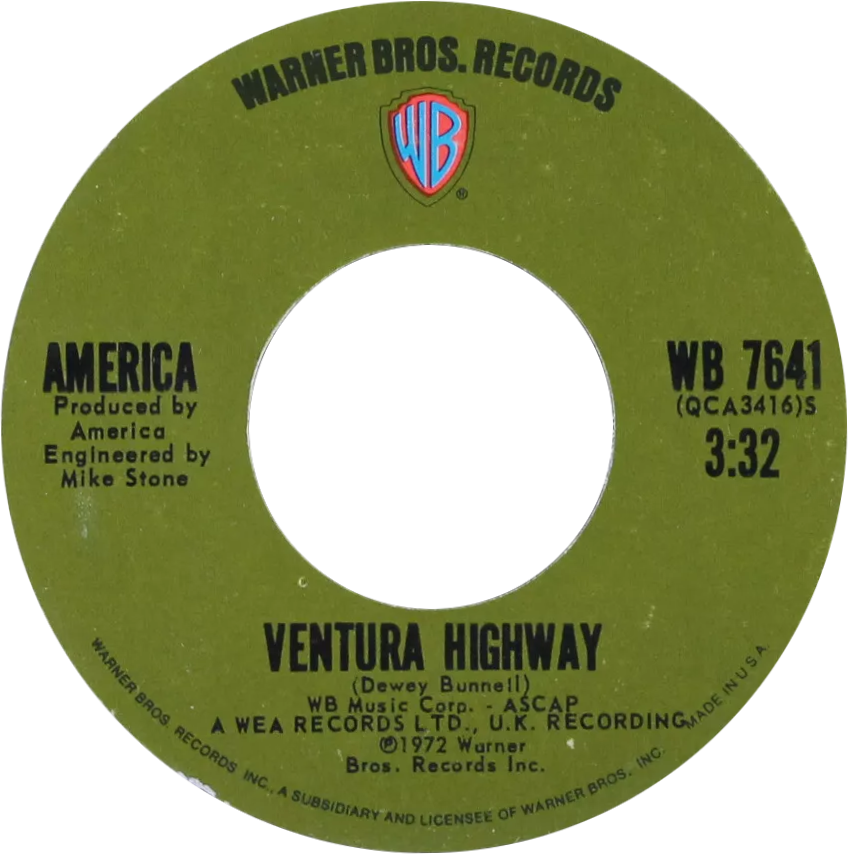

Ventura Highway è un brano musicale del gruppo musicale pop rock America, pubblicato nel 1972 come primo singolo per loro secondo album, Homecoming.
Il singolo contiene sul lato B Saturn Nights.
La canzone raggiunse l'ottava posizione nella Billboard Hot 100, rimanendo nella classifica per nove settimane a partire dal 4 novembre 1972. In Gran Bretagna rimase invece quattro settimane nella Official Singles Chart, raggiungendo la quarantatreesima posizione.